# Модилевський Яків Самуїлович
Яків Самуїлович Модилевський (1883—1968) — український цитолог і ембріолог рослин, член-кореспондент АН УРСР (1939), професор (1928), доктор ботаніки (1929). Директор Інституту ботаніки імені М. Г. Холодного протягом 1937—1939 років.